# Шпиталі давнього Львова
Шпиталі давнього Львова належали до найдавніших інституцій, закладених міщанами міста. На початках їхньою основною функцією була надання притулку старим, одиноким міщанам. Після хрестових походів стали зароджуватись інфекційні шпиталі. З поширенням дипломованих медиків шпиталі почали виконувати функцію лікування міщан. Щороку 22 лютого разом з обранням членів магістрату відбувались вибори провізорів міських шпиталів. У Львові до XVIII ст. загалом діяло до 20 шпиталів.

## Міські шпиталі

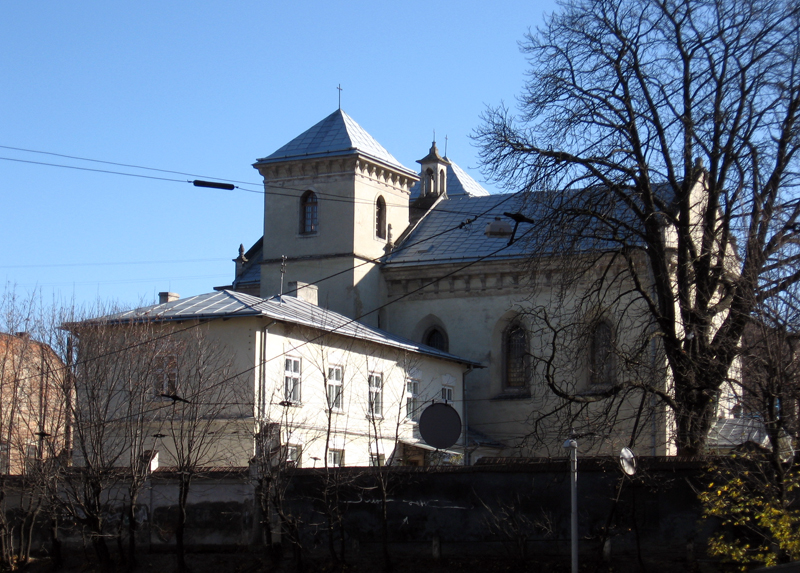
Шпиталь св. Лазаря

Перші згадки про міський шпиталь Святого Духа відносяться до 1377 року. Шпиталь св. Духа був швидше притулком для старих, самотніх міщан, які щороку на Задушки обирали поміж себе двох старших для догляду за порядком та дисципліною, адже за грубість, пияцтво відтіль виганяли. Дозвіл на розширення шпиталю 1408 надавав король Владислав II Ягайло, на зведення шпитального костелу 1417 папа Мартин V. У XV ст. проповідником у костелі був св. Ян з Дуклі. Сигізмунд I Старий передав 1546 королівське право патронату над шпиталем магістрату Львова. Обрані провізори управляли майном шпиталю, що складалось з селищ Малехова, Скнилова, Млинівців, млина, прибутків з 50 міських кам'яниць, ґрунтів поза містом і серед мурів, які на початку XVII ст. зайняв монастир єзуїтів. З XVII ст. католицькі архієпископи боролись з магістратом за право опіки над шпиталем, його маєтностями. На прилеглому до шпиталю цвинтарі стояло 4 будинки з дерева та мурована плебанія священика шпитального костелу. У XVIII ст. більшість маєтків шпиталю були продані задля підтримки міста, а решта не приносила значного зиску, через що шпиталь був доведений до руїни і у 1770-х роках частина будівлі обвалилась.
На підміських землях міського шпиталю св. Духа до 1404 заклали лепрозорій, з середини XVI ст. міський інфекційний шпиталь св. Станіслава, біля якого 1460 збудували каплицю. Його спалили під час облоги 1509 року і відбудували на кошти міщанина-вірменина. На 1660 у ньому утримували 40 осіб. Був розібраний наприкінці XVIII ст.
Третім міським шпиталем став шпиталь святого Лазаря, закладений міським патрицієм Марком Острогорським. Біля Сокільницької дороги близько 1620 архітектори Ян Покорович і Амвросій Прихильний почали зводити муровані будівлі та костел св. Лазаря. До шпиталю підвели водогін з джерельною водою, для утримання при закладенні призначили село Скнилівок. Будівництво тривало до 1659 року. За право патронату над шпиталем йшла тривала боротьба поміж ченцями домініканцями і католицьким архієпископом А. Прухницьким. Зрештою папа Урбан VIII призначив спеціальну комісію для вирішення суперечки. Під австрійською владою в перебудованих приміщеннях шпиталю 1845 відкрили будинок утримання перестарілих, котрий проіснував до 1939 року.

## Шпиталі церковних братств

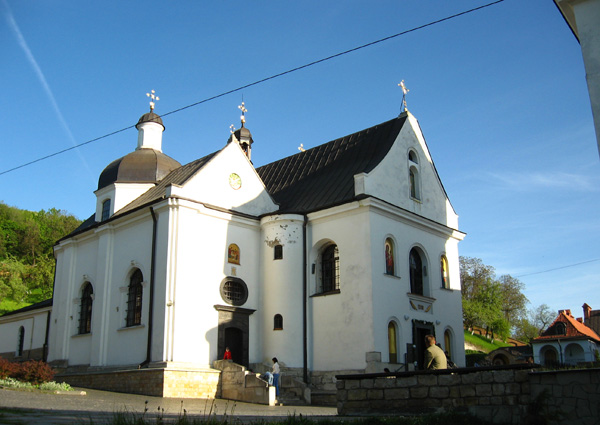
Монастир св. Онуфрія

З XVI ст. походять перші згадки про шпиталі при міських церквах, утримувані церковними братствами. Ще у 1507—1542 роках існував шпиталь біля Успенської церкви, перенесений згодом до Онуфрієвського монастиря, а синод у Бересті 1590 підтвердив виключне право братства опіки над ним. Також шпиталі існували при братствах Богоявленському (1538), Благовіщенському (1542), Миколаївському (1623), П'ятницькому (1743). Шпиталі розміщувались у дерев'яних, критих ґонтою будівлях, по яких не залишилось жодних слідів.
Серед братчиків зазвичай обирали двох провізорів шпиталю, які наглядали за майном і видатками і про що звітували братству. Щорічні пожертви на шпиталь були доволі значними і в шпиталі Успенського братства лише проценти з пожертв приносили на рік до 140 золотих. Збирали дрібні пожертви пожильці, просячи милостині, та й при вступі до шпиталю належало сплатити вступний внесок. Також здавали в оренду вільні приміщення, льохи, горища.

## Військові шпиталі

Костел Св. Мартина

Відомий у Речі Посполитій шляхтич Олександр Зборовський (Aleksander Zborowski) надав у 1637 році кошти на будівництво під містом монастиря святого Мартина з шпиталем для 12 відставних поранених на війнах шляхтичів. Дерев'яні будівлі згоріли і їх відбудували мурованими (1736—1753), причому над оздобленням костелу працювали найкращі тогочасні митці Львова — Іоан Георгій Пінзель, Томас Гуттер, Антон Штиль, Марцін Строїнський, Йозеф Маєр.
На вулиці Личаківській міські цехи гончарів і поворозників до 1616 вимурували костел св. Лаврентія з невеликим шпиталем. Коронний хорунжий Ян Собеський 1659 відписав 30000 злотих на розбудову костелу і спорудження шпиталю для вислужених вояків під опікою ченців боніфратрів — Братів Милосердя. Фундація забезпечувалась прибутками з села Блудів, трьох кам'яниць на Краківській вулиці, ґрунтів. Будівлі 1672 зруйнували турки і вже король Ян ІІІ Собеський 1688 надав 100 тисяч золотих на відбудову шпиталю, над чим працювали придворні майстри короля. Шпиталь боніфратрів закрили 1784 австрійці, перебудувавши будівлі під гарнізонний шпиталь львівського корпусу австрійської армії.

## Шпиталі національних громад
У Єврейському кварталі на вулиці Жидівській (сьогодні Івана Федорова 29) Мордехай Ісакович в спеціально купленому і перебудованому будинку (1604) відкрив перший єврейський шпиталь (гекдейш), перша згадка про котрий відноситься до 1628 року. Надалі єврейський шпиталь безперервно існував у кварталі, хіба що у XVIII ст. його перенесли в іншу будівлю.
Був шпиталь у вірмен Львова, що розміщувався під містом у Вірменській стороні біля церкви св. Анни. Незважаючи на поділ громади на непримиренні табори у XVII ст., зменшення чисельності вірмен, їх асиміляцію шпиталь продовжував свою діяльність разом з вірменською школою.

## Сестри Милосердя
Крім братів Милосердя боніфратрів у Львові 1744 року київський ловчий Францішек Свіґонь Завадський заклав дім згромадження Сестер Милосердя (шаритки) з шпиталем святого Вінцента від Павла і каплицею святого Франциска. Їхня діяльність була настільки необхідною для міста, що австрійці не тільки не закрили їхній дім, але й передали шариткам будівлі закритого монастиря реформаторів для відкриття притулку для вбогих сиріт, сприяли утворенню 1799 року Галицької провінції згромадження. З Львовом також була пов'язана шаритка бл. Марта Вєцка.

## Лікарі, аптеки
Лікуванням міщан спочатку займались цирульники, які після трьох років навчання повинні були оволодіти секретами ставлення банок, масажу, кровопускання, зупинки кровотеч, виривання зубів, приготування 8 видів мазей, лікування травм і ран. На 1382 у міських книгах згадувався цирульник Ватеруш, а 1512 був заснований цех цирюльників, які на ту пору лікували небагатих міщан, вояків.
Першим аптекарем міста був німець Клеменс (1392—1400); Василь Русин 1445 заклав одну з перших аптек міста. Якщо 1490 магістрат надавав аванс задля переїзду до міста аптекаря Олександра, то до кінця XVI ст. існував цех аптекарів, яких на початку XVII ст. налічувалось 15 осіб. Гордістю міста міг бути Йоганн Альнпек, що навчався в університеті Падуї, був автором 10 наукових трактатів та першого опису Львова, поміщеного в книзі Георга Брауна. Його син Валер'ян став лікарем двору Михайла Корибута Вишневецького, онук Людвик був лікарем короля Яна ІІІ Собеського, ординатором шпиталю боніфратів (1695).
Першим відомим медиком, що проживав у Львові, був Бенедикт (1404), незабаром при магістраті ввели посаду міського медика, якому місто надавало безкоштовне житло біля ратуші. Дипломований лікар Станіслав Мозанч 1529 вперше став міським райцем, а 1627 серед 12 райців 5 були докторами медицини. У XVII ст. в місті проживало 15 лікарів та постійно знаходилось 8-10 хірургів.
У Замойській Академії (1593) доктор медицини зі Львова Урсин заснував медичний клас, в якому була «руська група», де навчались випускники Братських шкіл. Протягом XVII ст. в університетах Європи стали докторами медицини 740 вихідців з України. В історію міста увійшли бургомістр (1614—1629), лікар шпиталю св. Духа, професор академії у Замості Еразм Сикст, котрий опублікував медичний коментар до творів Сенеки та описав лікувальні властивості джерел с. Шкла, що дозволило лікувати хворих сірководневими ваннами у нововідкритому шпиталі св. Лазаря; доктор філософії та медицини університету Падуї Павло Боїм; магістр філософії (1552), викладач фізики Краківського університету, доктор медицини Болонського університету (1556), міський лікар (1560), бургомістр Львова Павло Кампіан та його син Мартин, бакалавр мистецтв, доктор медицини університетів Кракова, Вроцлава, почесний королівський лікар короля Зиґмунда ІІІ Ваза.

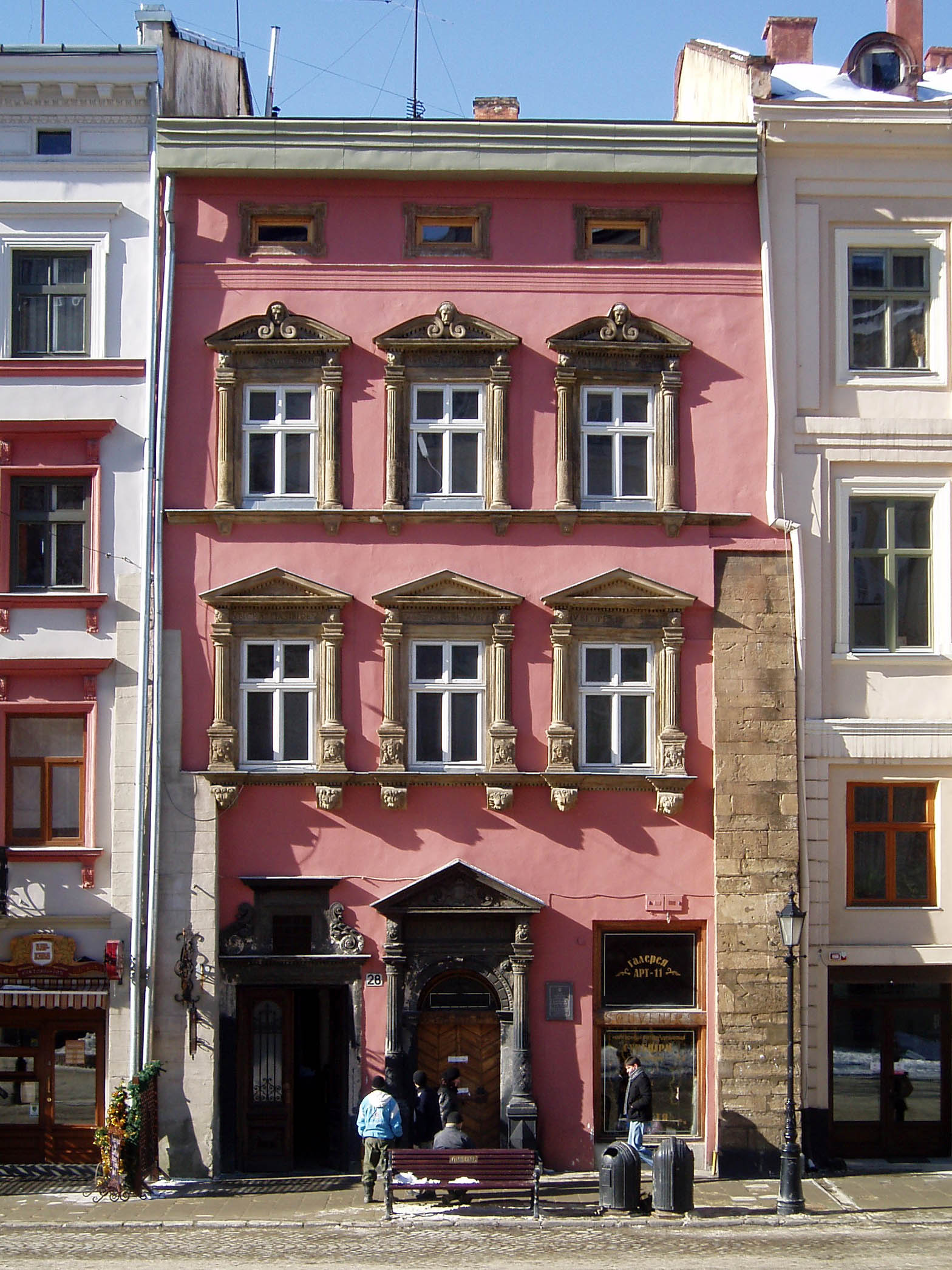
Кам'яниця Докторівська. У XVI ст. жив аптекар Павло, у XVII.ст. лікар Домінік Гепнер.
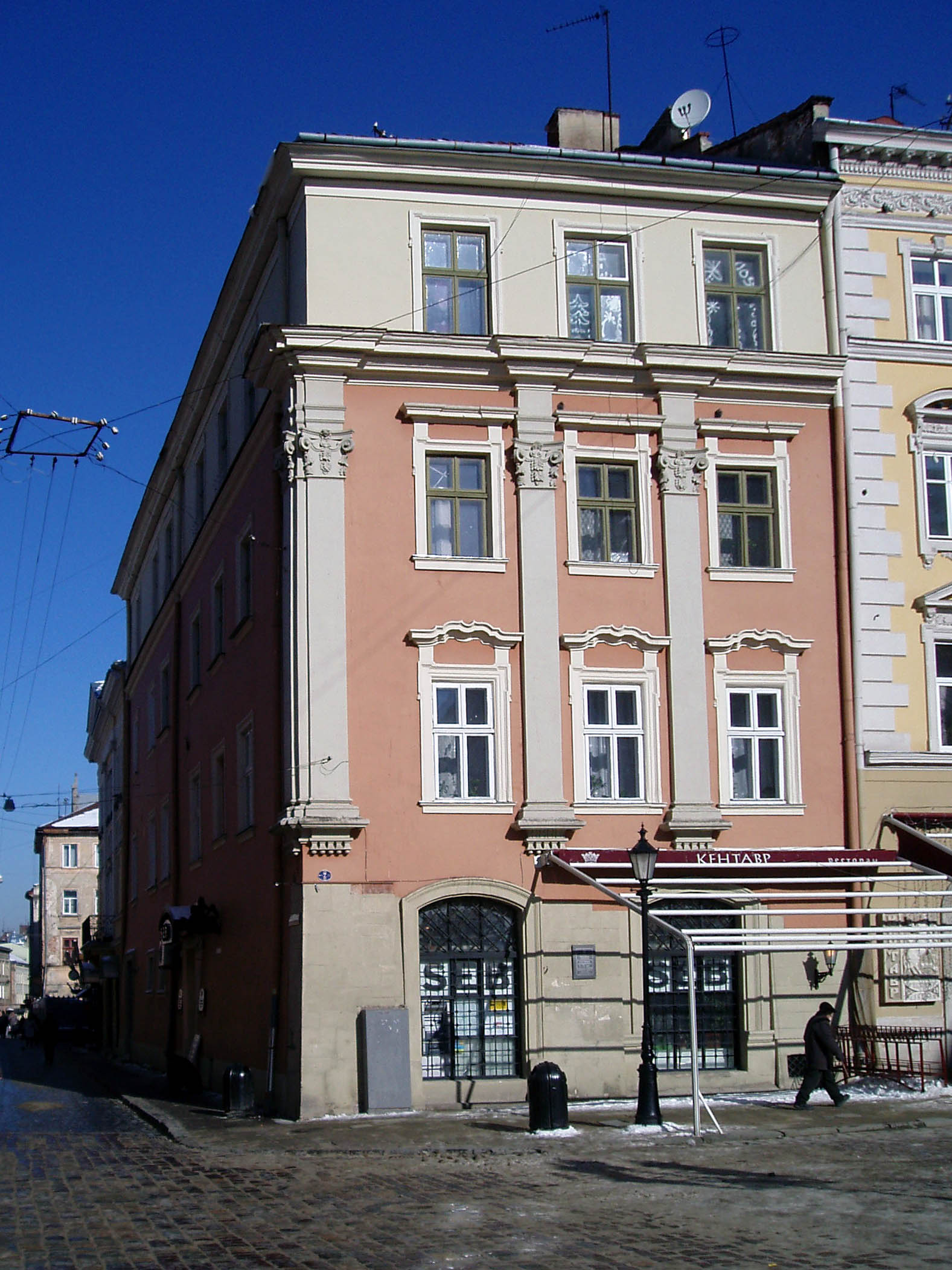
Кам'яниця Кільяніщинська. На початку XVII ст. аптека  Яна Кільяніста
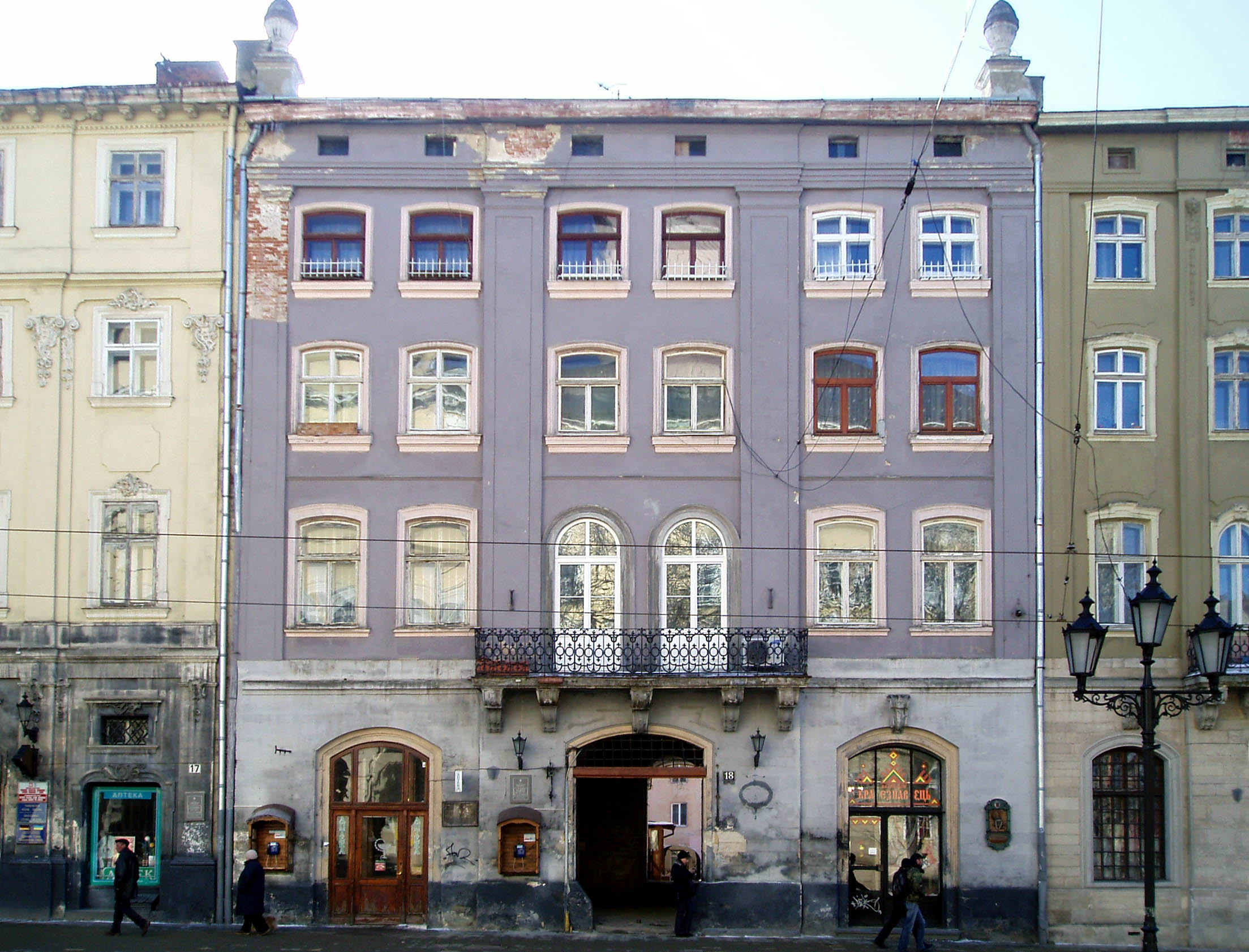
Кам'яниця Грацівська. Одна з найдавніших аптек «Під золотим оленем»
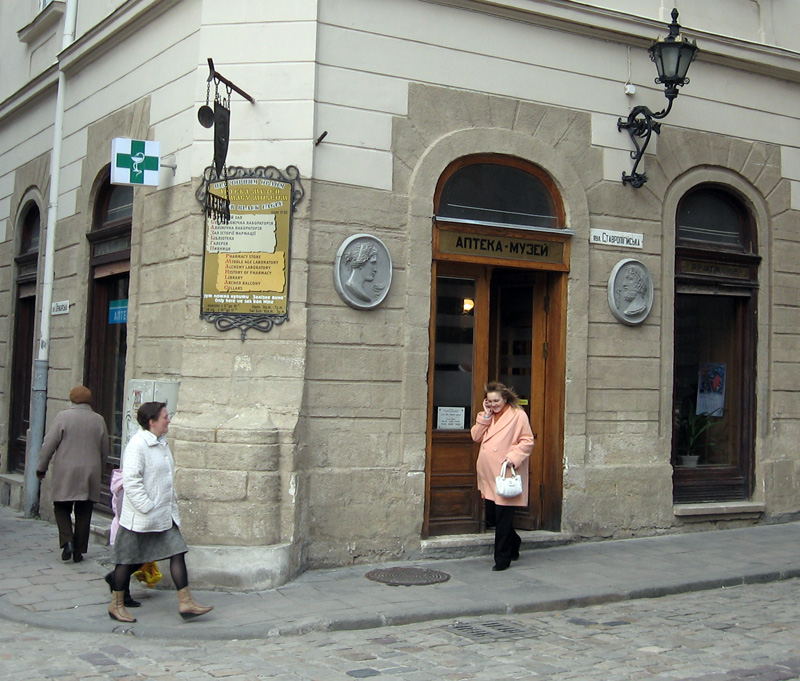
Найдавніша діюча аптека України «Під чорним орлом»